# マルメロの陽光
『マルメロの陽光』（マルメロのようこう、El sol del membrillo）は、ビクトル・エリセ監督による1992年のスペインのドキュメンタリー映画。

## あらすじ
マドリードのアトリエで、画家のアントニオ・ロペス・ガルシアが、マルメロの樹の絵を描き始める。彼が作品に取り組むあいだに、季節は秋から冬へと移り変わる。マルメロの果実は熟し、やがて腐ってゆく。絵の完成をあきらめたアントニオは、眠りに落ち、ひとつの夢を見る。

## キャスト
- アントニオ・ロペス・ガルシア
- マリア・モレノ
- エンリケ・グラン

## 発表
1992年10月1日、ニューヨーク映画祭で上映される。

## 評価
第45回カンヌ国際映画祭にて審査員賞を受賞した。
| 年     | 映画賞/映画祭          | 部門     | 結果 |
| ------ | ---------------------- | -------- | ---- |
| 1992年 | カンヌ国際映画祭       | 審査員賞 | 受賞 |
| 1992年 | シカゴ国際映画祭       | 作品賞   | 受賞 |
| 1992年 | スペイン映画監督協会賞 | 監督賞   | 受賞 |